# ジャン・グレミヨン
ジャン・グレミヨン（Jean Grémillon、1901年10月3日 バイユー - 1959年11月25日 パリ）は、フランスの映画監督、脚本家、作曲家である。

## 人物・来歴
1901年（明治34年）10月3日、カルヴァドス県バイユーに生まれる。
20代である1920年代からドキュメンタリー映画を手がけるようになり、1928年（昭和3年）、シャルル・デュラン主演『Maldone』で長篇劇映画デビューを果たした。
第二次世界大戦後、1947年（昭和22年）に開催された第2回カンヌ国際映画祭で審査員を務めた。
ジャン・コクトー、アンドレ・バザンらのシネクラブ「オブジェクティフ49」が主催した「呪われた映画祭」（1949年、ビアリッツ）の賛同者として知られ、ヌーヴェル・ヴァーグの映画作家たちに支持された。ルイ・ダカンやピエール・カストが助監督として師事した。
元高等映画学院教授。
1959年（昭和34年）11月25日、パリで死去した。満57歳没。

## おもなフィルモグラフィ
監督作
- Maldone : 1928年
- 『燈台守』 Gardiens de phare : 1929年
- 『父帰らず』 La Petite Lise : 1930年 -  脚本シャルル・スパーク　※同監督初のトーキー
- 『愛慾』 Gueule d'amour : 1937年 -  脚本シャルル・スパーク
- 『不思議なヴィクトル氏』 L'Étrange Monsieur Victor : 1938年 -  脚本アルベール・ヴァランタン、シャルル・スパーク、助監督ルイ・ダカン
- 『曳き船』 REMORQUES: 1941年 - 脚本ジャック・プレヴェール、ロジェ・ヴェルセル、アンドレ・カイヤット
- 『高原の情熱』 Lumière d'été : 1943年 -  脚本ジャック・プレヴェール、ピエール・ラロッシュ　※第一回「呪われた映画祭」上映作品
- 『この空は君のもの』 Le Ciel est à vous : 1944年 -  脚本アルベール・ヴァランタン、台詞シャルル・スパーク
- 『白い足』 Pattes blanches : 1949年 -  助監督ピエール・カスト　※ロカルノ映画祭特別賞受賞
- 『ある女の恋』 L'Amour d'une femme : 1953年
- André Masson et les quatre éléments : 1957年 -  ※遺作、画家アンドレ・マッソンについての中篇ドキュメンタリー映画